# Adalí Montero
Adalí Montero Ulfe (Lima, Perú, 6 de mayo de 1982) es una cantautora peruana. Empezó su carrera cantando versiones de blues, rock y funk.
En 2007 interpretó la banda sonora Asháninka, cuya letra corresponde al director José María Salcedo. Mientras que en 2008 lanzó su primera muestra discográfica junto al productor Jaime Cuadra denominada Boleros in Fussion, un recorrido por diferentes fusiones del género que versionó.
En 2008 participó en el musical Feisbuk, presentado en el Teatro Peruano Japonés, bajo la dirección de Rocío Tovar.
Lanzó su primer disco de temas inéditos Volver en el año 2011, que incluye 11 temas. El primero videoclip "Vacío" –con la colaboración de Raper One– fue lanzado el año siguiente.
Cabe mencionar que tuvo una corta pero representativa estadía  como Coach Vocal en Televisa México apoyando a los concursantes del reconocido programa "Parodiando" pero decide regresar a su país para ser parte de la primera temporada de la Voz Perú.
Montero concursó en La voz Perú en el equipo de Jerry Rivera. A pesar de haber logrado una de las mejores audiciones no logró avanzar a la siguiente fase, perdiendo en las batallas contra la novel cantante Alejandra Alfaro causando mucha polémica en los principales medios de prensa.
Después de su participación Adalí cambió su residencia a Nueva York por corto tiempo y viaja a Argentina en donde radica hace más de 5 años y graba  lo que sería su próxima producción en pandemia llamada "Hipófisis" un album con un corte cinematográfico teniendo un buen recibimiento en la prensa de dicho país.
Regresa al Perú y después de realizar algunas presentaciones prepara su próxima producción musical para este año 2024.

## Discografía
- Boleros in fussion (2008) -  Producción Jaime Caudra
- Volver (2011) - Producción Lalo Paredes / Adalí Montero
- "Solo una vez más" (sencillo, 2016) - Producción MCA Studios
- "Hipófisis" (2020) - Argentina - Casa Frida Studios

## Créditos
- Feisbuk (2007; teatro) como Frida.
- Operación triunfo (2012; TV), profesora de canto.[12]
- Parodiando 2 - México (2013), personal de profesores.[13]
- La Voz Perú (2013) concursante.
- La Voz Argentina (2018) concursante.